# Mbela Djouka
Mbela Djouka (Mbella Djouka) est un village du Cameroun situé dans le département de la Bénoué et la région du Nord. Il fait partie de la commune de Bibémi.  

## Population
Selon le Plan Communal de Développement de Bibémi daté de Mai 2014, la localité comptait 1450 habitants. Le nombre d’habitants était de 923 d’après le recensement de 2005.